# 富山県道17号砺波庄川線
富山県道17号砺波庄川線（とやまけんどう17ごう となみしょうがわせん）は、富山県砺波市を通る県道（主要地方道）である。

## 概要
起点は、砺波市を南北に縦断する国道156号と交差する山王町交差点（砺波市山王町）であり、交差点周辺に設置されている案内標識にもそのように標されている。

### 路線データ
- 起点：富山県砺波市太郎丸3377[1]（＝山王町交差点、国道156号（国道359号重複区間）交点）
- 終点：富山県砺波市庄川町1190[1]（＝上中野交差点、富山県道11号新湊庄川線交点）

## 歴史
- 1955年（昭和30年）6月23日：路線認定[1]。
- 1993年（平成5年）5月11日 - 建設省から、県道砺波庄川線が砺波庄川線として主要地方道に指定される[2]。

## 路線状況

### 重複区間
- 富山県道40号高岡庄川線（砺波市中野 - 砺波市上中野・上中野交差点）

## 地理

### 通過する自治体
- 砺波市

### 交差する道路
- 国道156号（国道359号重複区間）（砺波市太郎丸・山王町交差点、起点）
- 富山県道25号砺波細入線（砺波市中野・中野交差点）
- 富山県道40号高岡庄川線（砺波市中野）
- 富山県道11号新湊庄川線（富山県道40号高岡庄川線 重複）（砺波市上中野・上中野交差点、終点）

### 沿線にある施設など
- 富山県砺波総合庁舎
- 砺波体育センター
- 富山県立砺波高等学校
- 国土交通省北陸地方整備局 利賀ダム工事事務所
- 北陸自動車道
- 富山県花卉球根農業協同組合
- 砺波市立庄南小学校
- 立山酒造 本社工場
- 庄川
- 大門の大ケヤキ - 砺波市大門の沿線には1994年3月末に市の保存樹に指定された大ケヤキ（幹回り3.6メートル）があったが、県道側に傾いて枝葉が路上に落ちる状況となり樹勢も弱っていたことから、2023年度に保存樹の指定は解除され伐採されることになった[3]。